# Capoeme
Capoeme is een kevergeslacht uit de familie van de boktorren (Cerambycidae). De wetenschappelijke naam van het geslacht werd voor het eerst geldig gepubliceerd in 2008 door Adlbauer.

## Soorten
Capoeme is monotypisch en omvat slechts de volgende soort:
- Capoeme parallela Adlbauer, 2008